# Route nationale 358
Pour les articles homonymes, voir Route 358.
La route nationale 358, ou RN 358, était une route nationale française reliant Valenciennes à Solesmes.
À la suite de la réforme de 1972, la RN 358 a été déclassée en RD 958.

## Ancien tracé de Valenciennes à Solesmes (D 958)
- Valenciennes
- Aulnoy-lez-Valenciennes
- Famars
- Quérénaing
- Vendegies-sur-Écaillon
- Solesmes